# Dariusz Zakrzewski
Dariusz Zakrzewski (nascido em 18 de junho de 1961) é um ex-ciclista de estrada profissional polonês. Terminou em terceiro lugar na competição Volta à Polónia (1985). Desde 2000, Zakrzewski é o segundo diretor técnico da equipe CCC-Polsat.